# Armenische Eishockeyliga 2003/04
Die Saison 2003/04 war die dritte Spielzeit der armenischen Eishockeyliga, der höchsten armenischen Eishockeyspielklasse. Meister wurde zum zweiten Mal in der Vereinsgeschichte überhaupt HC Dinamo Jerewan.

## Modus
Der Erstplatzierte der Hauptrunde wurde Meister.

## Tabelle
|    | Klub               |
| -- | ------------------ |
| 1. | HC Dinamo Jerewan  |
| 2. | BMA Jerewan        |
| 3. | Schengawit Jerewan |
| 4. | Schirak Gjumri     |